# 14 ENTRANCE
『14 ENTRANCE』（フォーティーン・エントランス）は、財津和夫のベスト・アルバム。1990年1月18日に東芝EMI / エキスプレスからリリースされた。

## 構成
財津が東芝EMIのエキスプレスレーベルから発表された楽曲を収録したベスト・アルバムとなっており、NHKの『みんなのうた』で使用された「切手のないおくりもの」と、1980年に発売されたシングル「一枚の絵」の2曲が初収録された。

## 批評
| 専門評論家によるレビュー | 専門評論家によるレビュー |
| レビュー・スコア         | レビュー・スコア         |
| 出典                     | 評価                     |
| ------------------------ | ------------------------ |
| CDジャーナル             | 肯定的                   |

CDジャーナルは、収録曲である「I need you and YOU」に関して「友情、それも地球と結ぶやつのオン・パレード。メロディが軒並み良ければ、まー聞くんでしょうけど…ちょっとおとーさんメルヘンに過ぎるのでは」とやや否定的であるものの、「善意の音楽であることにかけて、チューリップ以上にすごいのがこの人のソロだ」と全体的に肯定的な評価を下している。

## 収録曲
| 全作詞・作曲: 財津和夫、全編曲: 財津和夫（#1のみ青木望）。 |                          |          |            |       |
| #                                                          | タイトル                 | 作詞     | 作曲・編曲 | 時間  |
| 1.                                                         | 「切手のないおくりもの」 | 財津和夫 | 財津和夫   | 2:20  |
| 2.                                                         | 「一枚の絵」             | 財津和夫 | 財津和夫   | 3:46  |
| 3.                                                         | 「根雪」                 | 財津和夫 | 財津和夫   | 2:42  |
| 4.                                                         | 「二人だけの夜」         | 財津和夫 | 財津和夫   | 3:10  |
| 5.                                                         | 「酒の唄」               | 財津和夫 | 財津和夫   | 5:57  |
| 6.                                                         | 「Blue Train」           | 財津和夫 | 財津和夫   | 3:38  |
| 7.                                                         | 「もし、それが…」        | 財津和夫 | 財津和夫   | 3:00  |
| 8.                                                         | 「光の輪」               | 財津和夫 | 財津和夫   | 5:04  |
| 9.                                                         | 「逃避行」               | 財津和夫 | 財津和夫   | 3:19  |
| 10.                                                        | 「まるで子供のように」   | 財津和夫 | 財津和夫   | 4:04  |
| 11.                                                        | 「不思議なときめき」     | 財津和夫 | 財津和夫   | 3:57  |
| 12.                                                        | 「WAKE UP」              | 財津和夫 | 財津和夫   | 4:25  |
| 13.                                                        | 「I need you and YOU」   | 財津和夫 | 財津和夫   | 10:09 |
| 14.                                                        | 「あなたはだれ」         | 財津和夫 | 財津和夫   | 2:24  |
| 合計時間:                                                  | 合計時間:                | 57:55    |            |       |

### CT
| 全作詞・作曲: 財津和夫、全編曲: 財津和夫（#1のみ青木望）。 |                          |          |            |      |
| #                                                          | タイトル                 | 作詞     | 作曲・編曲 | 時間 |
| 1.                                                         | 「切手のないおくりもの」 | 財津和夫 | 財津和夫   | 2:20 |
| 2.                                                         | 「一枚の絵」             | 財津和夫 | 財津和夫   | 3:46 |
| 3.                                                         | 「根雪」                 | 財津和夫 | 財津和夫   | 2:42 |
| 4.                                                         | 「二人だけの夜」         | 財津和夫 | 財津和夫   | 3:10 |
| 5.                                                         | 「酒の唄」               | 財津和夫 | 財津和夫   | 5:57 |
| 6.                                                         | 「Blue Train」           | 財津和夫 | 財津和夫   | 3:38 |
| 7.                                                         | 「もし、それが…」        | 財津和夫 | 財津和夫   | 3:00 |
| 8.                                                         | 「光の輪」               | 財津和夫 | 財津和夫   | 5:04 |
| 合計時間:                                                  | 合計時間:                | 29:37    |            |      |

| 全作詞・作曲・編曲: 財津和夫。 |                        |          |            |       |
| #                              | タイトル               | 作詞     | 作曲・編曲 | 時間  |
| 1.                             | 「逃避行」             | 財津和夫 | 財津和夫   | 3:19  |
| 2.                             | 「まるで子供のように」 | 財津和夫 | 財津和夫   | 4:04  |
| 3.                             | 「不思議なときめき」   | 財津和夫 | 財津和夫   | 3:57  |
| 4.                             | 「WAKE UP」            | 財津和夫 | 財津和夫   | 4:25  |
| 5.                             | 「I need you and YOU」 | 財津和夫 | 財津和夫   | 10:09 |
| 6.                             | 「あなたはだれ」       | 財津和夫 | 財津和夫   | 2:24  |
| 合計時間:                      | 合計時間:              | 28:18    |            |       |

## タイアップ
| # | 曲名                     | タイアップ              | 出典  |
| - | ------------------------ | ----------------------- | ----- |
| 1 | 「切手のないおくりもの」 | NHK『みんなのうた』より | [ 2 ] |